# Mari (ort)
Mari är en ort i Brasilien.   Den ligger i kommunen Mari och delstaten Paraíba, i den östra delen av landet, 1 700 km nordost om huvudstaden Brasília. Mari ligger 149 meter över havet och antalet invånare är 17 535.
Terrängen runt Mari är huvudsakligen platt. Mari ligger uppe på en höjd. Mari är det största samhället i trakten.
Omgivningarna runt Mari är en mosaik av jordbruksmark och naturlig växtlighet. Runt Mari är det ganska tätbefolkat, med 144 invånare per kvadratkilometer.